# Život svatého Václava
Život svatého Václava je raně středověký text známý též jako První staroslověnská legenda o svatém Václavu. Text ve formě politického a historického vyprávění pochází z poloviny 10. století a jeho cílem byla oslava knížete Václava, po jehož smrti Život zřejmě nedlouho vznikl.

## Obsah
Legenda je velmi stručná (asi 4 strany), začíná slovy (přeloženo ze staroslověnštiny):
| „ | Hle, nyní se naplnilo prorocké slovo, které řekl sám náš Pán Ježíš Kristus: Přihodí se zajisté v posledních dnech, a ty, jak se domníváme, jsou právě nyní, povstane bratr proti bratru svému a syn proti otci svému, a člověku budou jeho domácí nepřáteli. Neboť lidé budou k sobě nemilosrdní, ale Bůh odplatí jim podle skutků jejich. | “ |

Dále popisuje následující události:
- Václavovo narození z Vratislava a Drahomíry
- postřižiny biskupem v chrámu Panny Marie
- vzdělání: Ludmila učila slovanským knihám, otec nechal na Budči učit latinským ("Písmu")
- převzal vládu po regentství Drahomíry, provdává své čtyři sestry do různých knížectví
- křesťanské ctnosti
- vyhnal matku, kál se a přivolal ji zpět
- stavěl kostely včetně sv. Víta a zval služebníky boží z různých národů
- detaily spiknutí, Václavovy vraždy a pronásledování stoupenců
- Drahomíra a kněz Chrastěj se postarali o tělo, Drahomíra utekla do Charvát
- Boleslav povolal kněze Pavla pro modlitbu nad tělem, pohřbení
- zázrak s krví, naděje v další zázraky
- datum smrti 28. září
- Boleslav nechal přenést tělo do kostela sv. Víta v Praze 4. března po třech letech